# Фарах, Сухейль
Сухейль Фарах (англ. Suheil Farah; род. в 1951 году) — писатель, переводчик, профессор, религиовед, культуролог, российский учёный ливанского происхождения, президент Открытого университета «Диалог цивилизаций», доктор философских наук. Академик РАО и РАЕН. Председатель Ливано-российского дома. 

## Биография
Сухейль Фарах родился в Ливане 8 марта 1951 года.
В молодости увлекался произведениями Александра Пушкина и Фёдора Достоевского, хотя на тот момент времени он не знал русского языка.
Впервые приехал в СССР в 1974 году и поступил на факультет журналистики Московского государственного университета.
Выпускник Московского государственного университета.
Занимает должность профессора Ливанского государственного университета. Член Российской академии образования. Член правления Ливано-российского дома в Бейруте и его основатель.
Сухейль Фарах принимал участие в XXI Международной конференции «Достоинство, права и свободы человека: христианское измерение». Стал автором 16 книг, среди которых «Диалог культур: опыт России и Левантийского Востока», «Россия и Арабский Восток: встреча двух культур».
В 2004 году награжден медалью «Дружба народов — Единство России».
В 2011 году Сухейль Фарах был награжден Медалью Пушкина за большой вклад в укрепление дружбы и сотрудничества с Россией.
Получил премию «Человек года — 2011», которую учредил Русский биографический институт. Иностранный член Российской академии образования. Обладатель Золотой медали Питирима Сорокина, которую ему вручили в Президентском зале Президиума Российской академии наук в Москве.

## Награды
- Медаль Пушкина (11 июня 2011 года, Россия) — за большой вклад в изучение и сохранение российского культурного наследия, сближение и взаимообогащение культур наций и народностей[7].